# ورزشگاه دارول مکمور
ورزشگاه دارول مکمور (به لاتین: Darul Makmur Stadium) یک ورزشگاه در مالزی است که در کوانتان واقع شده‌است.